# Banda Tyrel

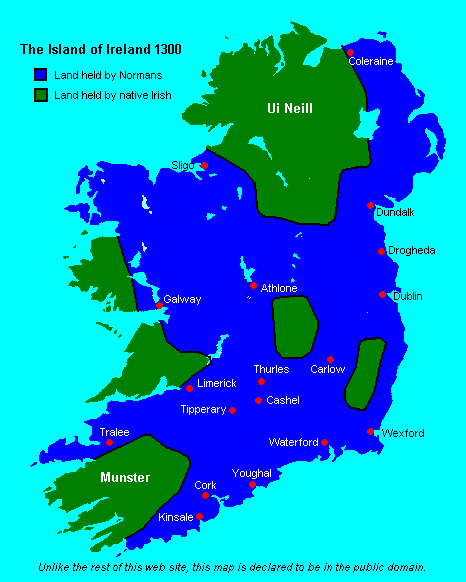
Irlanda nel 1300

La Banda Tyrel fu una banda di fuorilegge nell'Irlanda Medievale nei primi anni del XIV secolo comandata da Henry Tyrel. Il loro raggio d'azione era collocato tra le contee di Dublino e di Kildare e i componenti appartenevano alla bassa nobilità (gentry) di origine inglese o Hiberno-normanna.

## Contesto
I primi anni del 1300 furono un periodo di grande diffusione di fuorilegge, molto spesso costituitisi in bande, sia in Inghilterra sia in Irlanda. Specialmente in terra irlandese, queste bande erano costituite da membri della bassa nobiltà, nota come gentry e nata in seguito alla conquista inglese del 1171. L'obiettivo di queste bande era tanto arricchirsi quanto estendere il proprio controllo su terre in cui l'autorità era assente, e dunque sostituirsi a essa.
I Tyrel arrivarono in Irlanda al seguito di Hugh de Lacy, quarto barone di Lacy, nel 1171, e sotto re Giovanni d'Inghilterra (nominato dominus Hiberniae dal padre Enrico II) ottennero proprietà nella contea di Louth. Nel 1227 Hugh Tyrel divenne sceriffo di Louth.
Attorno al XIV secolo la nobiltà hiberno-normanna e gli invasori inglesi erano ben integrati con i nativi irlandesi (famoso è il detto "più Irlandesi degli Irlandesi stessi), e il territorio del Pale (approssimativamente la contea di Dublino) e la contea di Kildare era costituita da piccoli territori feudali che spesso sfuggivano al controllo reale.

## Banda
La banda dei Tyrel era sotto lo guida di Henry Tyrel, figlio di Gerald. Gerald aveva almeno quattro figli maschi: Roger, Henry, Thomas e Maurice, che nel 1314 divenne siniscalco reale. Thomas e Henry furono gli unici a diventare fuorilegge, anche se sembra che Thomas non fece mai parte della banda del fratello. Henry venne catturato e condannato a morire d'inedia in prigione nel 1314.